# Charles Joseph Sainte-Claire Deville

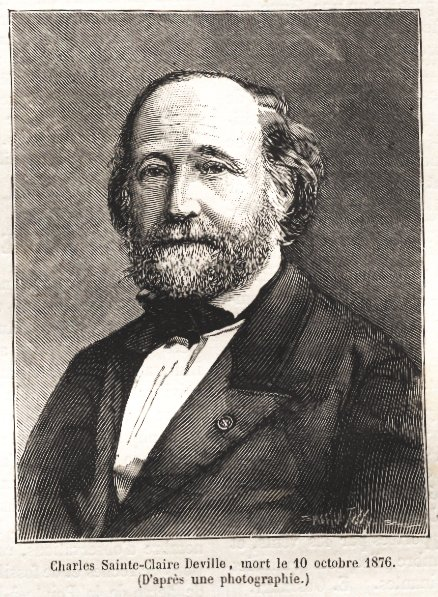
Charles Sainte-Claire Deville

Charles Sainte-Claire Deville (Ilhas Virgens Americanas, 26 de fevereiro de 1814 - Paris, 10 de outubro de 1876) foi um geólogo e meteorologista francês.

## Publicações
- Études géologiques sur les îles de Ténériffe et de Fogo (1848)
- Recherches sur les principaux phénomènes de météorologie et de physique terrestre aux Antilles (1849)
- Voyage géologique aux Antilles et aux îles de Ténériffe et de fogo (1856-1864)
- Lettres à Léonce Élie de Beaumont sur l'éruption du Vésuve
- Les Éruptions actuelles du Volcan de Stromboli (1858)
- Sur les variations périodiques de la température (1866).